# ماريو نافارو
ماريو نافارو (بالإسبانية: Mario Navarro)‏ هو ممثل مكسيكي، ولد في 1949.

## وصلات خارجية
- ماريو نافارو على موقع IMDb (الإنجليزية)
- ماريو نافارو على موقع قاعدة بيانات الفيلم (الإنجليزية)